# Internationale Stummfilmtage
Die Internationalen Stummfilmtage – Bonner Sommerkino sind ein Filmfestival in Bonn, bei dem ausschließlich Stummfilme gezeigt werden. Die Aufführungen finden jeden August im Arkadenhof des Kurfürstlichen Schlosses, dem Hauptgebäude der Universität Bonn, statt. Die jährliche Zuschauerzahl beträgt im Schnitt zwischen 20.000 und 25.000. Damit sind die Stummfilmtage das besucherstärkste Stummfilmfestival in Europa. Das Sommerkino findet seit 1985 jährlich statt, seit 1995 ausschließlich mit Stummfilmen. Seit 2020 finden die Stummfilmtage im Hybrid-Format statt – zusätzlich zu den Vorführungen im Arkadenhof der Universität Bonn wird das Programm in einem weltweit abrufbaren Stream zur Verfügung gestellt.

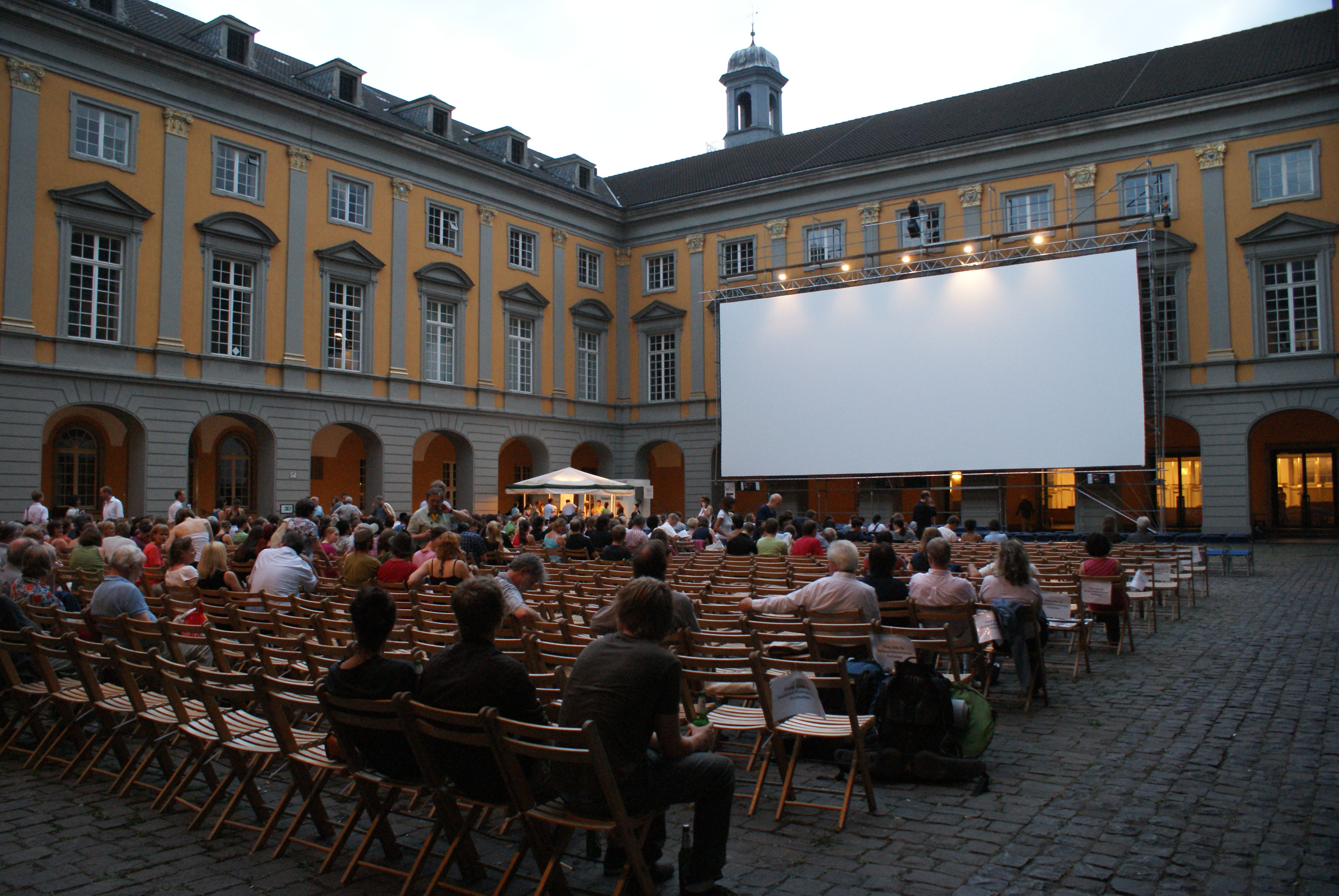
Arkadenhof während der Stummfilmtage 2009

## Organisation und Ablauf

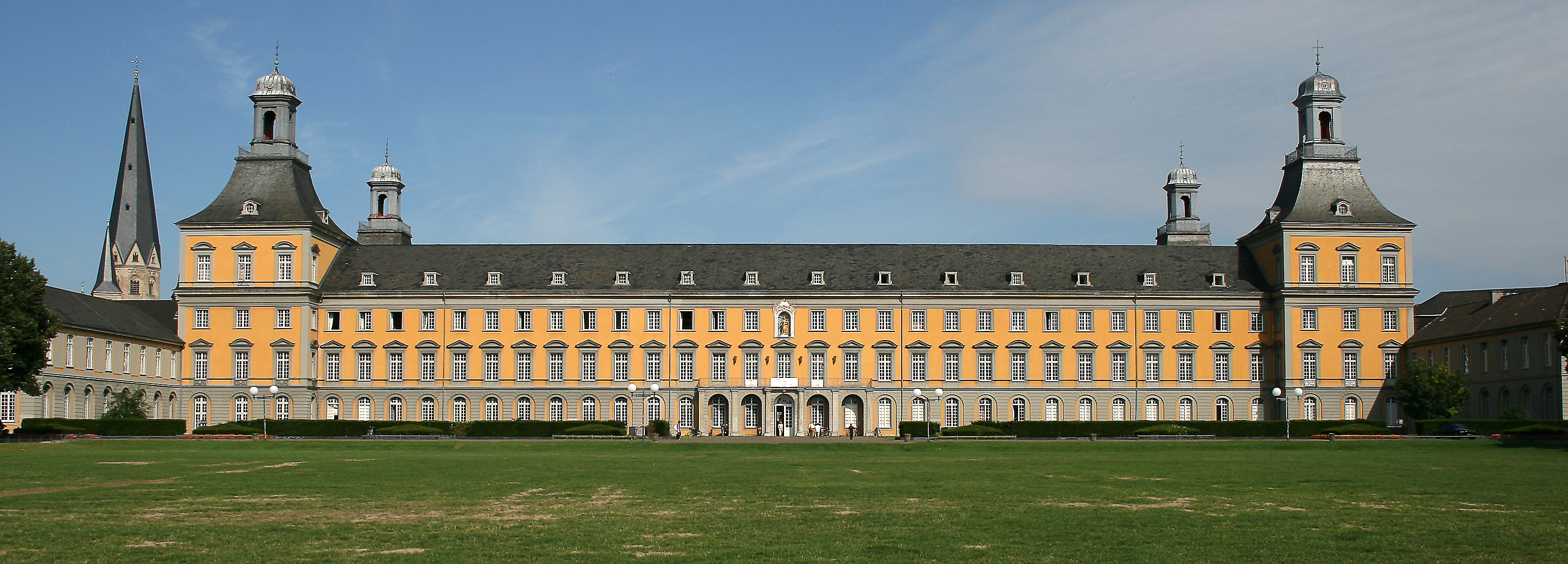
Kurfürstliches Schloss

Die Stummfilmtage werden vom Förderverein Filmkultur Bonn e.V. organisiert, unterstützend tätig sind die Bonner Kinemathek und das LVR-LandesMuseum Bonn. 2009 wurde auch die Universität Bonn offizieller Unterstützer. Seit 2021 ist das DFF – Deutsches Filminstitut & Filmmuseum offizieller Kooperationspartner der Stummfilmtage.
Das Festival findet jedes Jahr im August über einen Zeitraum von elf Tagen statt. Der Eintritt zu den Abendveranstaltungen ist frei. Üblicherweise werden pro Abend entweder ein Langfilm, ein Kurz- und ein Langfilm oder zwei mittellange Filme gezeigt. An den beiden Festival-Sonntagen findet zusätzlich zu den Abendveranstaltungen ein Rahmenprogramm im LVR-LandesMuseum Bonn statt, mit ergänzenden und begleitenden Dokumentarfilmen und Vorträgen, Diskussionsrunden und Familienveranstaltungen.
Alle Filme des Abendprogramms werden im Arkadenhof live von renommierten Stummilmmusikern begleitet, unter anderem von Stephen Horne, Elizabeth-Jane Baldry, Mykyta Sierov, Richard Siedhoff und dem Aljoscha-Zimmermann Ensemble. Neben der Begleitung am Flügel gibt es zusätzlich immer wieder neue Instrumente und Instrumente-Kombinationen beim Festival, wie etwa Geige, Schlagzeug, Akkordeon, Cello und Harfe. Solistisch oder in kleinen Ensembles begleiten die Musiker die gezeigten Filme.
Die Filme werden auf eine Großbildleinwand (130 m²) projiziert. Übersetzungen fremdsprachiger Zwischentitel werden neben das Filmbild projiziert. Der Arkadenhof wird für etwa 1.500 Zuschauerinnen und Zuschauer bestuhlt.

## Programm
Im Programm finden sich sowohl populäre Titel und neurestaurierte Klassiker aus der Frühzeit des Kinos, wie beispielsweise die Komödien von Charlie Chaplin, Buster Keaton oder Harold Lloyd, aber auch unbekanntere Titel und Wiederentdeckungen aus allen Teilen der Welt. Viele der Filme haben bei den Internationalen Stummfilmtagen nach neuer Restaurierung ihre Deutschland-, Europa- oder Weltpremiere.

## Geschichte
Das Bonner Sommerkino wurde 1985 von Stefan Drößler, dem heutigen Leiter des Münchner Filmmuseums, und Matthias Keuthen gegründet. Diese erste Veranstaltung fand für drei Tage im Hof des Poppelsdorfer Schlosses statt. 1989 dauerte sie bereits zehn Tage und war an den Alten Zoll gewechselt, die Stadt Bonn unterstützte das Festival nun finanziell. 1991 fand das Sommerkino erstmals im Kurfürstlichen Schloss statt. Die ersten zehn Veranstaltungen hatten noch ein gemischtes Programm, die erste reine Stummfilmveranstaltung fand 1995 statt.